# جين فريزر
جين فريزر (ولدت في 13 يوليو 1967) هي مصرفية بريطانية-أمريكية وتشغل منصب الرئيس التنفيذي لشركة سيتي غروب منذ مارس 2021.
تلقت تعليمها في كلية جيرتون بجامعة كامبريدج، ثم حصلت على درجة الماجستير في إدارة الأعمال من كلية هارفارد للأعمال. عملت في ماكينزي وشركاؤه لمدة عشر سنوات، وتدرجت في المناصب حتى أصبحت شريكة قبل انضمامها إلى سيتي غروب عام 2004.
في عام 2019، تم تعيينها رئيسةً لـسيتي غروب ومديرة تنفيذية لقسم الخدمات المصرفية للأفراد.
في سبتمبر 2020، أعلنت سيتي غروب أنها ستخلف مايكل كوربات في منصب الرئيس التنفيذي في فبراير 2021، لتصبح بذلك أول امرأة تتولى رئاسة بنك أميركي كبير.
أُدرج اسمها في قائمة مجلة فورتشن لأقوى النساء في قطاع الأعمال لعامي 2014 و2015، كما تم تصنيفها "المرأة الأولى التي يجب متابعتها" لعامين متتاليين من قبل مجلة أمريكان بانكر. وفي عام 2023، احتلت المرتبة السابعة في قائمة فوربس لأقوى 100 امرأة في العالم.
تشغل حاليًا عضوية مجلس الرئيس للتصدير في الولايات المتحدة.